# BetVictor
Betvictor Ltd（ベットビクター、旧Victor Chandler International Limited）は、私営のブックメーカー。当初はオンラインスポーツベッティングを専門に扱い、現在オンラインカジノとポーカーも取り入れている。同社は、BetVictorの再ブランドの前に前会長Victor Chandler(ビクター・チャンドラー)の名をとって名づけられた。オペレーション本部は現在ジブラルタルにあり、ビジネスマンであり、競走馬の飼い主のマイケル・テイバー(Michael Tabor)によって所有されている。

## 歴史
同社は、Walthamstow Stadium(ウォルサムストー スタジアム)を数年間所有した後、チャンドラーの祖父(ウィリアム・チャンドラー)によって、1946年に設立された。父親のVictor Sr.(ビクター・シニア)はWilliam Chandler(ウィリアム・チャンドラー)の事業を継承し、成功をおさめた。Victor Sr.(ビクター・シニア)は1974年に急死し、この事業は当時スペインのホテルで働いていたVictor Jr.(ビクター・ジュニア)が継承した。
1998年にイギリスの賭博税を避けるために、彼はすべての事業をジブラルタルに移動し、ビジネスにおいて歴史的一歩を踏み出した。この出来事はゴードン・ブラウン(Gordon Brown)が2001年の予算でギャンブルの税金を廃止する原因となったと議論を呼んだ。
2004年にブランティングの理由で、同社は「VC Bet」に改名されたが、2008年後半には、チャンドラーは再び自身の名前「Victor Chandler」に変更した。2012年に同社は「BetVictor」と名前を変えた。同社はGibraltar Betting and Gaming Association
（ジブラルタル賭博ゲーム協会）の一員である。
2014年５月に、ビジネスマンであり、Victor Chandler Internationalの大株主、マイケル・テイバー(Michael Tabor)がこの事業を引き続ぎ、「BetVictor」という名で現在も経営している。同社は現在、£10億以上の売り上げがあり、160カ国に50万人の顧客がいると言われている。

## スポンサーシップ
BetVictorは長年にわたって、いくつかのスポーツイベントをスポンサーしてきた。特にアスコット競馬場(Ascot racecourse)で行われたグレード1のVictor Chandler Chaseが記録されています。2013年に、BetVictorはWelsh Open Snooker(ウェルシュ・オープン)とWorld Matchplay Darts(ワールドマッチプレー・ダーツ)のスポンサーになり、両方とも2014年まで続いた。チェルトナムフェスティバル(Cheltenham Festival)で行われたQueen Mother Champion Chase(クイーンマザーチャンピオンチェイス)でもスポンサーになった。
2004年と2005年に、Victor Chandler International(ビクターチャンドラーインターナショナル)は「Victor Chandler Poker Cup」と呼ばれるポーカートーナメントを開催し、テレビでも放映された。この大会は史上最も裕福なイベントと言われた。大会初の優勝者Harry Demetriouには£250,000、2年目の優勝者Tony Bloomには£200,000の奨金が授与された。この大会は世界中から有名なプロ選手も参加し、有名人のJohn McCririck、テディ・シェリンガム(Teddy Sheringham)、Ken Dohertyとイーストエンダーズ(EastEnders)の俳優Michael Grecoも出場した。
2014年に、BetVictorは元サッカー選手のマイケル・オーウェン(Michael Owen)とブランド大使として3年契約をした。
2015年6月に、BetVictorはチェルシーFCの公式パートナーになった。
2016年7月1日に、BetVictorはリヴァプールFCの公式パートナーになった。

## 参考
1. ↑  “Betting on Gibraltar”. BBC News. (1999年5月14日) 2010年5月27日閲覧。
2. ↑  UK could become internet gambling leader | OUT-LAW.COM
3. ↑  “GBGA”. 2014年1月21日閲覧。
4. ↑  http://www.racingpost.com/news/horse-racing/victor-chandler-michael-tabor-takes-over-betvictor-from-chandler/1662380/#newsArchiveTabs=last7DaysNews
5. ↑  http://www.betvictor.com/
6. ↑  “Michael Owen Announced As New Brand Ambassador For BetVictor”. Michael Owen Online. (2014年2月7日)
7. ↑  “Chelsea announces BetVictor partnership”. ChelseaFC News. (2015年6月23日)
8. ↑  “LFC announces BetVictor as a principal partner”. LFC News. (2016年7月1日) 2016年8月3日閲覧。